# Praina t-nigrum
Praina t-nigrum là một loài bướm đêm trong họ Noctuidae.